# Кукуян, Павел Валерьевич
Павел Валерьевич Кукуян (род. 4 апреля 1982) — российский футбольный судья и бывший футболист.

## Биография

### Игровая карьера
Воспитанник сочинского футбола. Занимался в школах ДЮСШ-7 и УОР Адлер. В 2001 году подписал контракт с «Жемчужина-Сочи», однако в том сезоне не провёл за клуб ни одного матча. В 2002 году сыграл за «Жемчужину» 17 матчей и забил 1 гол во второй лиге, а также сыграл 1 матч в Кубке России. После окончания сезона ушёл из «Жемчужины» и около года находился без клуба. В 2004 году присоединился к команде из чемпионата Краснодарского края «Сочи-04». После получения командой профессионального статуса, продолжил выступать за «Сочи-04» во второй лиге, где за несколько лет провёл более сотни матчей. После расформирования клуба в 2008 году приостановил игровую карьеру.
В 2011—2013 годах, параллельно с начатой судейской карьерой, играл в чемпионате Абхазии за клуб «Гагра».

### Судейская карьера
Работать судьёй начал в 2009 году. На взрослом уровне дебютировал в 2012 году на матчах чемпионата Краснодарского края. В 2013 году вошёл в пятёрку лучших арбитров Краснодарского края. Первый матч в качестве главного судьи в первенстве ПФЛ провёл 20 августа 2014 года между крымскими клубами СКЧФ и «ТСК-Таврия» (0:2), в котором показал три жёлтые карточки.
С сезона 2016/17 стал привлекаться к матчам российской Премьер-лиги, поначалу в роли резервного судьи. Дебютировал в высшей лиге в качестве главного арбитра 18 августа 2017 года в матче 7-го тура «Тосно» — «СКА-Хабаровск» (0:0), в котором показал единственное предупреждение на 90-й минуте.